# Сынтул
Сы́нтул (Маккавеево) — посёлок городского типа в Касимовском районе Рязанской области.
Расположен в 20 километрах к северо-западу от железнодорожной станции Касимов, на берегу пруда на реке Сынтулке (озеро Сынтул).
Население — 1551 чел. (2023).

## История
Усадьба основана в последней четверти XVII века помещиком А. М. Квашниковым, в 1770-х годах принадлежала титулярному советнику А. С. Аничкову.
История посёлка неразрывно связана с развитием Сынтульского чугунолитейного завода, основанного в 1786 году братьями А. Р. и И. Р. Баташовыми (завод работал на местной болотной железной руде). Позже, по разделу между братьями, завод с усадьбой отошёл А. Р. Баташёву. В разные годы завод специализировался на выпуске бытовых предметов, печного оборудования, корпусов для мин и снарядов и др.
После революции 1917 года, завод становится народным достоянием, спровоцировав развитие Сынтула как промышленного центра. К 1939 г., после реконструкции завода, село Маккавеево перестает существовать как отдельный населенный пункт и сливается с рабочим поселком Сынтул.
В селе находятся церкви Покрова Богородицы рубежа XVIII—XIX веков, построенная вместо предыдущей и Спасская 1865 года (обе действуют). Около храмов есть старинные надгробия. До 2010-х сохранялись корпуса старого чугунолитейного завода и плотины конца XVIII века.
Статус посёлка городского типа — с 1927 года.

## Население
| 1859  | 1897  | 1906  | 1939  | 1959  | 1970  | 1979  |
| ----- | ----- | ----- | ----- | ----- | ----- | ----- |
| 1150  | ↗1259 | ↗1848 | ↗2407 | ↗2451 | ↗2749 | ↘2418 |
| 1989  | 2002  | 2009  | 2010  | 2012  | 2013  | 2014  |
| ↘2204 | ↘1889 | ↘1747 | ↘1688 | ↘1671 | ↘1641 | ↘1608 |
| 2015  | 2016  | 2017  | 2018  | 2019  | 2020  | 2021  |
| ↘1596 | ↘1575 | ↘1545 | ↘1515 | ↘1481 | ↘1474 | ↗1554 |
| 2023  |       |       |       |       |       |       |
| ↘1551 |       |       |       |       |       |       |

## Экономика
До 2011 года работал чугунолитейный завод, имеется мебельная фабрика (несколько лет не работает). Есть завод напитков и попитов

## Культура
В Сынтуле на одноимённом озере расположен Рязанский Федеральный центр гребного спорта Динамо — главная тренировочная база основного состава сборной России по гребле на байдарках и каноэ.

## Достопримечательности
В посёлке сохранился ансамбль двух церквей — Покровской (XVIII век) и Спасской. В Покровской церкви с 1913 по 1928 год диаконом служил Александр Орлов, в будущем священноисповедник.